# Scolopacidae
Los escolopácidos (Scolopacidae) son una familia de aves caradriformes. Es una familia grande y diversa de pequeñas y medianas aves costeras, incluyendo archibebes, zarapitos, agujas, agujetas, vuelvepiedras, andarríos, falaropos, y correlimos, entre otros. La mayoría de las especies comen pequeños invertebrados recogidos del barro o de la tierra. La variación en la longitud de las patas y los picos permite que diferentes especies pueden buscar alimento en el mismo hábitat, particularmente en la costa, sin competencia directa para la alimentación.

## Descripción

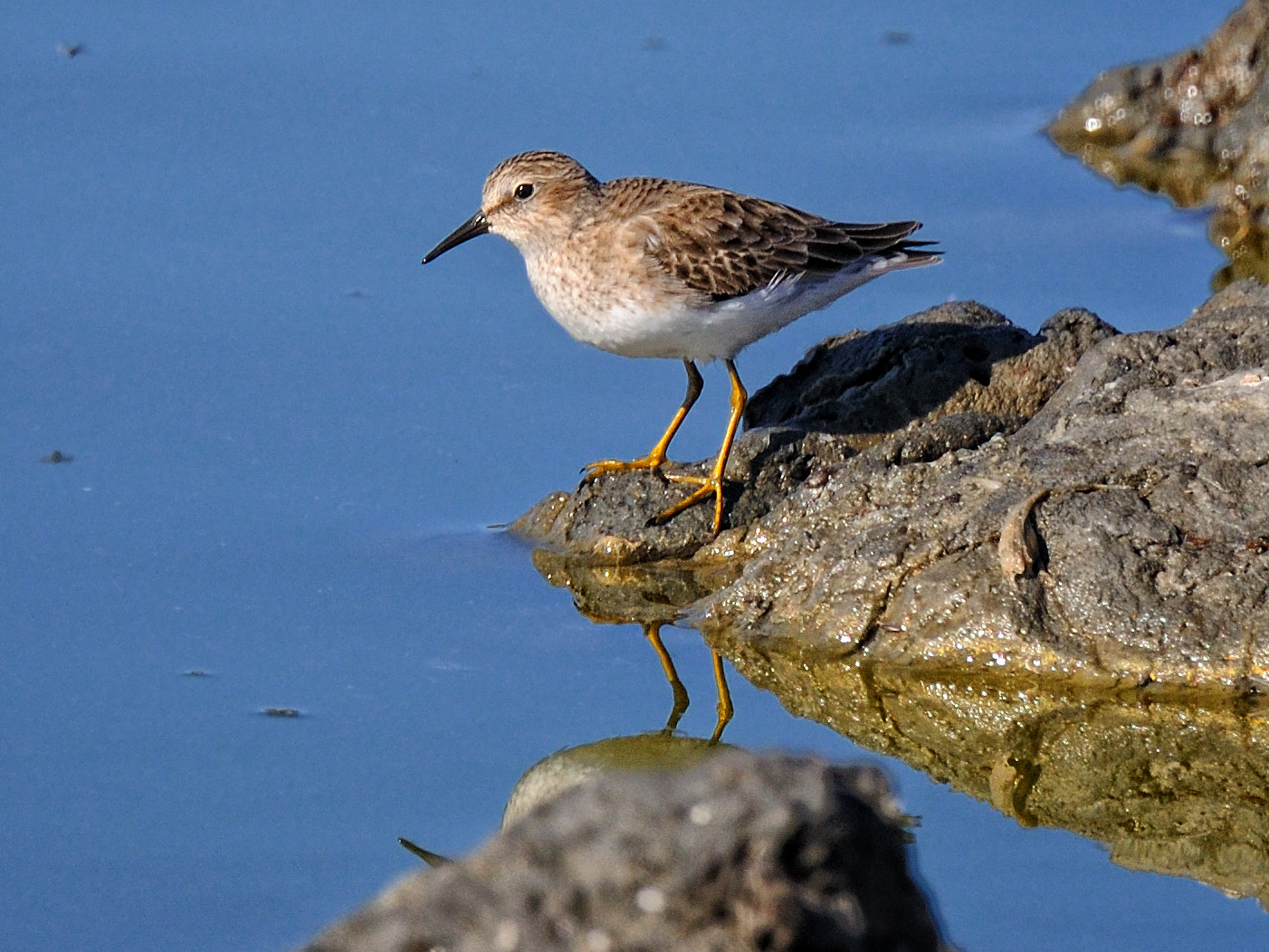
La menudilla es la especie más pequeña de correlimos.

Los correlimos muestran una considerable variedad de tamaños y apariencia, la amplia gama de formas corporales refleja una amplia gama de nichos ecológicos. Los correlimos varían en tamaño desde la menudilla, con tan sólo 18 gramos (0 lb) y 11 cm (4,3 plg) de longitud, hasta el zarapito de Siberia, con hasta 66 cm (26,0 plg) de longitud, y el zarapito real, con hasta 1,3 kg (2,9 lb). Dentro de las especies existe una considerable variación en los patrones de dimorfismo sexual. Los machos son más grandes que las hembras en los combatientes y en varios correlimos, pero son más pequeños que las hembras en los correlimos, zarapitos, falaropos y agujas. Los sexos son de tamaño similar en las agachadizas, chochas y los correlimos trinitarios. En comparación con la otra gran familia de aves zancudas, los chorlitos (Charadriidae), suelen tener los ojos más pequeños, la cabeza más delgada y el pico más largo y fino. Algunas tienen las patas bastante largas, y la mayoría de las especies tienen tres dedos hacia delante con un dedo trasero más pequeño (la excepción es el correlimos, que carece de dedo trasero).
Los correlimos están más orientados a los métodos de búsqueda de alimentos táctiles que los chorlitos, que favorecen los métodos de búsqueda de alimentos más visuales, y esto se refleja en la alta densidad de receptores táctiles en las puntas de sus picos. Estos receptores están alojados en una ligera hinchazón córnea en la punta del pico (excepto para el correlimo de rompientes y los dos vuelvepiedras). La forma del pico es muy variable dentro de la familia, lo que refleja las diferencias en la ecología de la alimentación. La longitud del pico en relación con la longitud de la cabeza varía desde tres veces la longitud de la cabeza en el zarapito americano hasta algo menos de la mitad de la longitud de la cabeza en el correlimos de Tuamotu. Los picos pueden ser rectos, ligeramente curvados hacia arriba o fuertemente curvados hacia abajo. Como todas las aves, los picos de los correlimos son capaces de cinesis craneal, literalmente, ser capaz de mover los huesos del cráneo (aparte del movimiento obvio de la mandíbula inferior) y específicamente doblar la mandíbula superior sin abrir toda la mandíbula, un acto conocido como rinocinesis. Se ha planteado la hipótesis de que esto ayuda a la hora de sondear, ya que permite abrir parcialmente el pico con menos fuerza y mejora la manipulación de las presas en el sustrato. La rinocinesis también es utilizada por los correlimos que se alimentan de presas en el agua para atrapar y manipularlas.

## Distribución geográfica, hábitat y movimientos

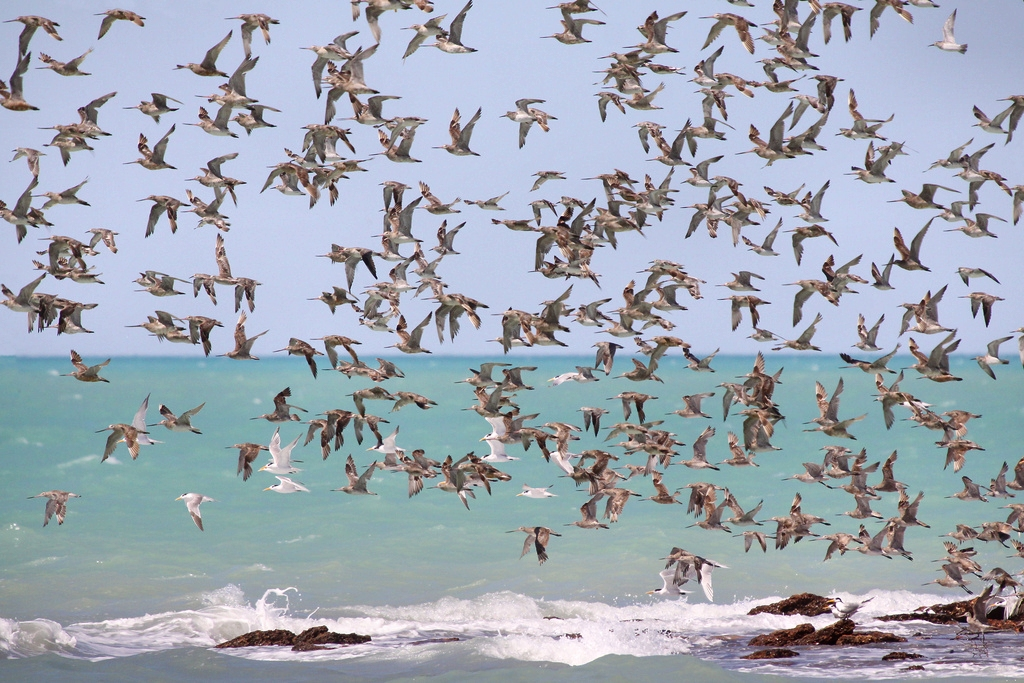
Los playeros pasan la temporada no reproductiva en Roebuck Bay, Australia Occidental.

Los correlimos tienen una distribución cosmopolita, y aparecen en la mayor parte de las superficies terrestres del mundo, excepto en la Antártida y en los desiertos más secos. La mayoría de la familia se reproduce en latitudes moderadas y altas del hemisferio norte, siendo de hecho las aves reproductoras más septentrionales del mundo. Sólo unas pocas especies se reproducen en regiones tropicales, diez de las cuales son agachadizas y becadas y la especie restante es el insólito correlimos de Tuamotu, que se reproduce en la Polinesia Francesa (aunque antes de la llegada de los humanos al Pacífico había varias otras especies de correlimos polinesios).

## Dieta y alimentación
A grandes rasgos, existen cuatro estilos de alimentación empleados por los correlimos, aunque muchas especies son flexibles y pueden utilizar más de un estilo. El primero es el picoteo con sondeo ocasional, que suelen realizar las especies de hábitats más secos que no tienen suelos blandos o barro. El segundo método, y el más frecuente, es el sondeo de suelos blandos, lodos y arenas en busca de presas. El tercero, utilizado por las "Tringas", consiste en correr en aguas poco profundas con el pico bajo el agua persiguiendo a los peces, un método que utiliza la vista además de los sentidos táctiles. El último método, empleado por los falaropos y algunos andarríos Calidris, consiste en picotear el agua en busca de pequeñas presas. Unas pocas especies de escolopácidos son omnívoras hasta cierto punto, tomando semillas y brotes además de invertebrados.

## Reproducción
Muchos correlimos forman parejas monógamas, pero algunos correlimos tienen cuidado parental sólo de hembras, otros sólo de machos, otros poliandria secuencial y otros compiten por la pareja en el lek. Los correlimos ponen tres o cuatro huevos en el nido, que suele ser una vaga depresión o raspadura en el suelo abierto, apenas revestido de vegetación blanda.En las especies en las que ambos progenitores incuban los huevos, las hembras y los machos se reparten las tareas de incubación de diversas maneras tanto dentro de una misma especie como entre especies. En algunas parejas, los padres se intercambian en el nido por la mañana y por la tarde para que su ritmo de incubación siga un día de 24 horas, en otras cada sexo puede sentarse en el nido de forma continua hasta 24 horas antes de que sea intercambiado por su pareja.  En las especies en las que un solo progenitor incuba los huevos, durante la noche el progenitor se sienta sobre los huevos casi continuamente y luego, durante la parte más cálida del día, abandona el nido para alimentarse brevemente.  Los polluelos nacen tras unas tres semanas de incubación y son capaces de caminar y buscar alimento a las pocas horas de nacer. Un solo progenitor o ambos guían y crían a los polluelos.

## Evolución
El registro fósil temprano es escaso para un grupo que probablemente estuvo presente en la extinción de los dinosaurios no avianos. «Totanus» teruelensis (Mioceno tardío de Los Mansuetos (España) se considera a veces un escolopácido -quizá un jarrete- pero bien podría ser un larid; poco se sabe de él.
Paractitis se ha designado como propio del Oligoceno temprano de Saskatchewan (Canadá), mientras que Mirolia' se conoce del Mioceno medio en Deiningen en el Nördlinger Ries (Alemania). La mayoría de los géneros vivos parecen haber evolucionado a lo largo del Oligoceno al Mioceno, con los limícolas quizás un poco más tarde; véanse las cuentas de género para el registro fósil.
Además hay algunos restos indeterminables que podrían pertenecer a géneros existentes o a sus parientes extinguidos:
- Scolopacidae gen. et sp. indet. (Mioceno medio de Františkovy Lázně, República Checa - Mioceno tardío de Kohfidisch, Austria)
- Scolopacidae gen. et sp. indet. (Edson Plioceno temprano del condado de Sherman, EE. UU.)[«note» 1]

## Géneros
Según la clasificación del Congreso Ornitológico Internacional:
- Actitis (2 especies)
- Aphriza (1 especie)
- Arenaria (2 especies)
- Bartramia (1 especie)
- Calidris (19 especies)
- Coenocorypha (5 especies)
- Eurynorhynchus (1 especie)
- Gallinago (17 especies)
- Limnodromus (3 especies)
- Limosa (4 especies)
- Lymnocryptes (1 especie)
- Numenius (8 especies)
- Phalaropus (3 especies)
- Philomachus (1 especie)
- Prosobonia (4 especies)
- Scolopax (8 especies)
- Tringa (13 especies)
- Tryngites (1 especie)
- Xenus (1 especie)

Además, se conocen varios géneros extintos:
- Becassius
- Elorius
- Parvelorius
- Scolopacimilis

## Filogenia
Según la clasificación de referencia (versión 14.1, 2024) de la Congreso Ornitológico Internacional, existen 98 especies de Scolopacidae (incluidas 5 extintas) divididas en 15 géneros.
Lista de géneros (orden filogenético):
|  | Bartramia               |
|  |                         |
|  | Numenius – (9 especies) |
|  |                         |

|  | Lymnocryptes            |
|  |                         |
|  | Scolopax – (8 especies) |
|  |                         |

|  | Gallinago imperialis                                                                                          |
|  | |
|  | \| \| Gallinago undulata \| \| \| \| \| \| Coenocorypha – (3 especies existentes y 6 extinguidas) \| \| \| \| |
|  | |
|  | Gallinago undulata                                                                                            |
|  | |
|  | Coenocorypha – (3 especies existentes y 6 extinguidas)                                                        |
|  | |

|  | Gallinago undulata                                     |
|  |                                                        |
|  | Coenocorypha – (3 especies existentes y 6 extinguidas) |
|  |                                                        |

|  | Gallinago imperialis                                                                                          |
|  | |
|  | \| \| Gallinago undulata \| \| \| \| \| \| Coenocorypha – (3 especies existentes y 6 extinguidas) \| \| \| \| |
|  | |
|  | Gallinago undulata                                                                                            |
|  | |
|  | Coenocorypha – (3 especies existentes y 6 extinguidas)                                                        |
|  | |

|  | Gallinago undulata                                     |
|  |                                                        |
|  | Coenocorypha – (3 especies existentes y 6 extinguidas) |
|  |                                                        |

|  | Lymnocryptes            |
|  |                         |
|  | Scolopax – (8 especies) |
|  |                         |

|  | Gallinago imperialis                                                                                          |
|  | |
|  | \| \| Gallinago undulata \| \| \| \| \| \| Coenocorypha – (3 especies existentes y 6 extinguidas) \| \| \| \| |
|  | |
|  | Gallinago undulata                                                                                            |
|  | |
|  | Coenocorypha – (3 especies existentes y 6 extinguidas)                                                        |
|  | |

|  | Gallinago undulata                                     |
|  |                                                        |
|  | Coenocorypha – (3 especies existentes y 6 extinguidas) |
|  |                                                        |

|  | Gallinago imperialis                                                                                          |
|  | |
|  | \| \| Gallinago undulata \| \| \| \| \| \| Coenocorypha – (3 especies existentes y 6 extinguidas) \| \| \| \| |
|  | |
|  | Gallinago undulata                                                                                            |
|  | |
|  | Coenocorypha – (3 especies existentes y 6 extinguidas)                                                        |
|  | |

|  | Gallinago undulata                                     |
|  |                                                        |
|  | Coenocorypha – (3 especies existentes y 6 extinguidas) |
|  |                                                        |

|  | Lymnocryptes            |
|  |                         |
|  | Scolopax – (8 especies) |
|  |                         |

|  | Gallinago imperialis                                                                                          |
|  | |
|  | \| \| Gallinago undulata \| \| \| \| \| \| Coenocorypha – (3 especies existentes y 6 extinguidas) \| \| \| \| |
|  | |
|  | Gallinago undulata                                                                                            |
|  | |
|  | Coenocorypha – (3 especies existentes y 6 extinguidas)                                                        |
|  | |

|  | Gallinago undulata                                     |
|  |                                                        |
|  | Coenocorypha – (3 especies existentes y 6 extinguidas) |
|  |                                                        |

|  | Gallinago imperialis                                                                                          |
|  | |
|  | \| \| Gallinago undulata \| \| \| \| \| \| Coenocorypha – (3 especies existentes y 6 extinguidas) \| \| \| \| |
|  | |
|  | Gallinago undulata                                                                                            |
|  | |
|  | Coenocorypha – (3 especies existentes y 6 extinguidas)                                                        |
|  | |

|  | Gallinago undulata                                     |
|  |                                                        |
|  | Coenocorypha – (3 especies existentes y 6 extinguidas) |
|  |                                                        |

|  | Lymnocryptes            |
|  |                         |
|  | Scolopax – (8 especies) |
|  |                         |

|  | Gallinago imperialis                                                                                          |
|  | |
|  | \| \| Gallinago undulata \| \| \| \| \| \| Coenocorypha – (3 especies existentes y 6 extinguidas) \| \| \| \| |
|  | |
|  | Gallinago undulata                                                                                            |
|  | |
|  | Coenocorypha – (3 especies existentes y 6 extinguidas)                                                        |
|  | |

|  | Gallinago undulata                                     |
|  |                                                        |
|  | Coenocorypha – (3 especies existentes y 6 extinguidas) |
|  |                                                        |

|  | Gallinago imperialis                                                                                          |
|  | |
|  | \| \| Gallinago undulata \| \| \| \| \| \| Coenocorypha – (3 especies existentes y 6 extinguidas) \| \| \| \| |
|  | |
|  | Gallinago undulata                                                                                            |
|  | |
|  | Coenocorypha – (3 especies existentes y 6 extinguidas)                                                        |
|  | |

|  | Gallinago undulata                                     |
|  |                                                        |
|  | Coenocorypha – (3 especies existentes y 6 extinguidas) |
|  |                                                        |

|  | Xenus                  |
|  |                        |
|  | Actitis – (2 especies) |
|  |                        |

|  | Phalaropus – (3 especies) |
|  |                           |
|  | Tringa – (13 especies)    |
|  |                           |

|  | Xenus                  |
|  |                        |
|  | Actitis – (2 especies) |
|  |                        |

|  | Phalaropus – (3 especies) |
|  |                           |
|  | Tringa – (13 especies)    |
|  |                           |

|  | Prosobonia – (1 especie existentes y 3 extinguidas) |
|  |                                                     |
|  | Arenaria – (2 especies)                             |
|  |                                                     |
|  | Calidris – (24 especies)                            |
|  |                                                     |

|  | Xenus                  |
|  |                        |
|  | Actitis – (2 especies) |
|  |                        |

|  | Phalaropus – (3 especies) |
|  |                           |
|  | Tringa – (13 especies)    |
|  |                           |

|  | Xenus                  |
|  |                        |
|  | Actitis – (2 especies) |
|  |                        |

|  | Phalaropus – (3 especies) |
|  |                           |
|  | Tringa – (13 especies)    |
|  |                           |

|  | Prosobonia – (1 especie existentes y 3 extinguidas) |
|  |                                                     |
|  | Arenaria – (2 especies)                             |
|  |                                                     |
|  | Calidris – (24 especies)                            |
|  |                                                     |

|  | Lymnocryptes            |
|  |                         |
|  | Scolopax – (8 especies) |
|  |                         |

|  | Gallinago imperialis                                                                                          |
|  | |
|  | \| \| Gallinago undulata \| \| \| \| \| \| Coenocorypha – (3 especies existentes y 6 extinguidas) \| \| \| \| |
|  | |
|  | Gallinago undulata                                                                                            |
|  | |
|  | Coenocorypha – (3 especies existentes y 6 extinguidas)                                                        |
|  | |

|  | Gallinago undulata                                     |
|  |                                                        |
|  | Coenocorypha – (3 especies existentes y 6 extinguidas) |
|  |                                                        |

|  | Gallinago imperialis                                                                                          |
|  | |
|  | \| \| Gallinago undulata \| \| \| \| \| \| Coenocorypha – (3 especies existentes y 6 extinguidas) \| \| \| \| |
|  | |
|  | Gallinago undulata                                                                                            |
|  | |
|  | Coenocorypha – (3 especies existentes y 6 extinguidas)                                                        |
|  | |

|  | Gallinago undulata                                     |
|  |                                                        |
|  | Coenocorypha – (3 especies existentes y 6 extinguidas) |
|  |                                                        |

|  | Lymnocryptes            |
|  |                         |
|  | Scolopax – (8 especies) |
|  |                         |

|  | Gallinago imperialis                                                                                          |
|  | |
|  | \| \| Gallinago undulata \| \| \| \| \| \| Coenocorypha – (3 especies existentes y 6 extinguidas) \| \| \| \| |
|  | |
|  | Gallinago undulata                                                                                            |
|  | |
|  | Coenocorypha – (3 especies existentes y 6 extinguidas)                                                        |
|  | |

|  | Gallinago undulata                                     |
|  |                                                        |
|  | Coenocorypha – (3 especies existentes y 6 extinguidas) |
|  |                                                        |

|  | Gallinago imperialis                                                                                          |
|  | |
|  | \| \| Gallinago undulata \| \| \| \| \| \| Coenocorypha – (3 especies existentes y 6 extinguidas) \| \| \| \| |
|  | |
|  | Gallinago undulata                                                                                            |
|  | |
|  | Coenocorypha – (3 especies existentes y 6 extinguidas)                                                        |
|  | |

|  | Gallinago undulata                                     |
|  |                                                        |
|  | Coenocorypha – (3 especies existentes y 6 extinguidas) |
|  |                                                        |

|  | Lymnocryptes            |
|  |                         |
|  | Scolopax – (8 especies) |
|  |                         |

|  | Gallinago imperialis                                                                                          |
|  | |
|  | \| \| Gallinago undulata \| \| \| \| \| \| Coenocorypha – (3 especies existentes y 6 extinguidas) \| \| \| \| |
|  | |
|  | Gallinago undulata                                                                                            |
|  | |
|  | Coenocorypha – (3 especies existentes y 6 extinguidas)                                                        |
|  | |

|  | Gallinago undulata                                     |
|  |                                                        |
|  | Coenocorypha – (3 especies existentes y 6 extinguidas) |
|  |                                                        |

|  | Gallinago imperialis                                                                                          |
|  | |
|  | \| \| Gallinago undulata \| \| \| \| \| \| Coenocorypha – (3 especies existentes y 6 extinguidas) \| \| \| \| |
|  | |
|  | Gallinago undulata                                                                                            |
|  | |
|  | Coenocorypha – (3 especies existentes y 6 extinguidas)                                                        |
|  | |

|  | Gallinago undulata                                     |
|  |                                                        |
|  | Coenocorypha – (3 especies existentes y 6 extinguidas) |
|  |                                                        |

|  | Lymnocryptes            |
|  |                         |
|  | Scolopax – (8 especies) |
|  |                         |

|  | Gallinago imperialis                                                                                          |
|  | |
|  | \| \| Gallinago undulata \| \| \| \| \| \| Coenocorypha – (3 especies existentes y 6 extinguidas) \| \| \| \| |
|  | |
|  | Gallinago undulata                                                                                            |
|  | |
|  | Coenocorypha – (3 especies existentes y 6 extinguidas)                                                        |
|  | |

|  | Gallinago undulata                                     |
|  |                                                        |
|  | Coenocorypha – (3 especies existentes y 6 extinguidas) |
|  |                                                        |

|  | Gallinago imperialis                                                                                          |
|  | |
|  | \| \| Gallinago undulata \| \| \| \| \| \| Coenocorypha – (3 especies existentes y 6 extinguidas) \| \| \| \| |
|  | |
|  | Gallinago undulata                                                                                            |
|  | |
|  | Coenocorypha – (3 especies existentes y 6 extinguidas)                                                        |
|  | |

|  | Gallinago undulata                                     |
|  |                                                        |
|  | Coenocorypha – (3 especies existentes y 6 extinguidas) |
|  |                                                        |

|  | Xenus                  |
|  |                        |
|  | Actitis – (2 especies) |
|  |                        |

|  | Phalaropus – (3 especies) |
|  |                           |
|  | Tringa – (13 especies)    |
|  |                           |

|  | Xenus                  |
|  |                        |
|  | Actitis – (2 especies) |
|  |                        |

|  | Phalaropus – (3 especies) |
|  |                           |
|  | Tringa – (13 especies)    |
|  |                           |

|  | Prosobonia – (1 especie existentes y 3 extinguidas) |
|  |                                                     |
|  | Arenaria – (2 especies)                             |
|  |                                                     |
|  | Calidris – (24 especies)                            |
|  |                                                     |

|  | Xenus                  |
|  |                        |
|  | Actitis – (2 especies) |
|  |                        |

|  | Phalaropus – (3 especies) |
|  |                           |
|  | Tringa – (13 especies)    |
|  |                           |

|  | Xenus                  |
|  |                        |
|  | Actitis – (2 especies) |
|  |                        |

|  | Phalaropus – (3 especies) |
|  |                           |
|  | Tringa – (13 especies)    |
|  |                           |

|  | Prosobonia – (1 especie existentes y 3 extinguidas) |
|  |                                                     |
|  | Arenaria – (2 especies)                             |
|  |                                                     |
|  | Calidris – (24 especies)                            |
|  |                                                     |

|  | Lymnocryptes            |
|  |                         |
|  | Scolopax – (8 especies) |
|  |                         |

|  | Gallinago imperialis                                                                                          |
|  | |
|  | \| \| Gallinago undulata \| \| \| \| \| \| Coenocorypha – (3 especies existentes y 6 extinguidas) \| \| \| \| |
|  | |
|  | Gallinago undulata                                                                                            |
|  | |
|  | Coenocorypha – (3 especies existentes y 6 extinguidas)                                                        |
|  | |

|  | Gallinago undulata                                     |
|  |                                                        |
|  | Coenocorypha – (3 especies existentes y 6 extinguidas) |
|  |                                                        |

|  | Gallinago imperialis                                                                                          |
|  | |
|  | \| \| Gallinago undulata \| \| \| \| \| \| Coenocorypha – (3 especies existentes y 6 extinguidas) \| \| \| \| |
|  | |
|  | Gallinago undulata                                                                                            |
|  | |
|  | Coenocorypha – (3 especies existentes y 6 extinguidas)                                                        |
|  | |

|  | Gallinago undulata                                     |
|  |                                                        |
|  | Coenocorypha – (3 especies existentes y 6 extinguidas) |
|  |                                                        |

|  | Lymnocryptes            |
|  |                         |
|  | Scolopax – (8 especies) |
|  |                         |

|  | Gallinago imperialis                                                                                          |
|  | |
|  | \| \| Gallinago undulata \| \| \| \| \| \| Coenocorypha – (3 especies existentes y 6 extinguidas) \| \| \| \| |
|  | |
|  | Gallinago undulata                                                                                            |
|  | |
|  | Coenocorypha – (3 especies existentes y 6 extinguidas)                                                        |
|  | |

|  | Gallinago undulata                                     |
|  |                                                        |
|  | Coenocorypha – (3 especies existentes y 6 extinguidas) |
|  |                                                        |

|  | Gallinago imperialis                                                                                          |
|  | |
|  | \| \| Gallinago undulata \| \| \| \| \| \| Coenocorypha – (3 especies existentes y 6 extinguidas) \| \| \| \| |
|  | |
|  | Gallinago undulata                                                                                            |
|  | |
|  | Coenocorypha – (3 especies existentes y 6 extinguidas)                                                        |
|  | |

|  | Gallinago undulata                                     |
|  |                                                        |
|  | Coenocorypha – (3 especies existentes y 6 extinguidas) |
|  |                                                        |

|  | Lymnocryptes            |
|  |                         |
|  | Scolopax – (8 especies) |
|  |                         |

|  | Gallinago imperialis                                                                                          |
|  | |
|  | \| \| Gallinago undulata \| \| \| \| \| \| Coenocorypha – (3 especies existentes y 6 extinguidas) \| \| \| \| |
|  | |
|  | Gallinago undulata                                                                                            |
|  | |
|  | Coenocorypha – (3 especies existentes y 6 extinguidas)                                                        |
|  | |

|  | Gallinago undulata                                     |
|  |                                                        |
|  | Coenocorypha – (3 especies existentes y 6 extinguidas) |
|  |                                                        |

|  | Gallinago imperialis                                                                                          |
|  | |
|  | \| \| Gallinago undulata \| \| \| \| \| \| Coenocorypha – (3 especies existentes y 6 extinguidas) \| \| \| \| |
|  | |
|  | Gallinago undulata                                                                                            |
|  | |
|  | Coenocorypha – (3 especies existentes y 6 extinguidas)                                                        |
|  | |

|  | Gallinago undulata                                     |
|  |                                                        |
|  | Coenocorypha – (3 especies existentes y 6 extinguidas) |
|  |                                                        |

|  | Lymnocryptes            |
|  |                         |
|  | Scolopax – (8 especies) |
|  |                         |

|  | Gallinago imperialis                                                                                          |
|  | |
|  | \| \| Gallinago undulata \| \| \| \| \| \| Coenocorypha – (3 especies existentes y 6 extinguidas) \| \| \| \| |
|  | |
|  | Gallinago undulata                                                                                            |
|  | |
|  | Coenocorypha – (3 especies existentes y 6 extinguidas)                                                        |
|  | |

|  | Gallinago undulata                                     |
|  |                                                        |
|  | Coenocorypha – (3 especies existentes y 6 extinguidas) |
|  |                                                        |

|  | Gallinago imperialis                                                                                          |
|  | |
|  | \| \| Gallinago undulata \| \| \| \| \| \| Coenocorypha – (3 especies existentes y 6 extinguidas) \| \| \| \| |
|  | |
|  | Gallinago undulata                                                                                            |
|  | |
|  | Coenocorypha – (3 especies existentes y 6 extinguidas)                                                        |
|  | |

|  | Gallinago undulata                                     |
|  |                                                        |
|  | Coenocorypha – (3 especies existentes y 6 extinguidas) |
|  |                                                        |

|  | Xenus                  |
|  |                        |
|  | Actitis – (2 especies) |
|  |                        |

|  | Phalaropus – (3 especies) |
|  |                           |
|  | Tringa – (13 especies)    |
|  |                           |

|  | Xenus                  |
|  |                        |
|  | Actitis – (2 especies) |
|  |                        |

|  | Phalaropus – (3 especies) |
|  |                           |
|  | Tringa – (13 especies)    |
|  |                           |

|  | Prosobonia – (1 especie existentes y 3 extinguidas) |
|  |                                                     |
|  | Arenaria – (2 especies)                             |
|  |                                                     |
|  | Calidris – (24 especies)                            |
|  |                                                     |

|  | Xenus                  |
|  |                        |
|  | Actitis – (2 especies) |
|  |                        |

|  | Phalaropus – (3 especies) |
|  |                           |
|  | Tringa – (13 especies)    |
|  |                           |

|  | Xenus                  |
|  |                        |
|  | Actitis – (2 especies) |
|  |                        |

|  | Phalaropus – (3 especies) |
|  |                           |
|  | Tringa – (13 especies)    |
|  |                           |

|  | Prosobonia – (1 especie existentes y 3 extinguidas) |
|  |                                                     |
|  | Arenaria – (2 especies)                             |
|  |                                                     |
|  | Calidris – (24 especies)                            |
|  |                                                     |

|  | Lymnocryptes            |
|  |                         |
|  | Scolopax – (8 especies) |
|  |                         |

|  | Gallinago imperialis                                                                                          |
|  | |
|  | \| \| Gallinago undulata \| \| \| \| \| \| Coenocorypha – (3 especies existentes y 6 extinguidas) \| \| \| \| |
|  | |
|  | Gallinago undulata                                                                                            |
|  | |
|  | Coenocorypha – (3 especies existentes y 6 extinguidas)                                                        |
|  | |

|  | Gallinago undulata                                     |
|  |                                                        |
|  | Coenocorypha – (3 especies existentes y 6 extinguidas) |
|  |                                                        |

|  | Gallinago imperialis                                                                                          |
|  | |
|  | \| \| Gallinago undulata \| \| \| \| \| \| Coenocorypha – (3 especies existentes y 6 extinguidas) \| \| \| \| |
|  | |
|  | Gallinago undulata                                                                                            |
|  | |
|  | Coenocorypha – (3 especies existentes y 6 extinguidas)                                                        |
|  | |

|  | Gallinago undulata                                     |
|  |                                                        |
|  | Coenocorypha – (3 especies existentes y 6 extinguidas) |
|  |                                                        |

|  | Lymnocryptes            |
|  |                         |
|  | Scolopax – (8 especies) |
|  |                         |

|  | Gallinago imperialis                                                                                          |
|  | |
|  | \| \| Gallinago undulata \| \| \| \| \| \| Coenocorypha – (3 especies existentes y 6 extinguidas) \| \| \| \| |
|  | |
|  | Gallinago undulata                                                                                            |
|  | |
|  | Coenocorypha – (3 especies existentes y 6 extinguidas)                                                        |
|  | |

|  | Gallinago undulata                                     |
|  |                                                        |
|  | Coenocorypha – (3 especies existentes y 6 extinguidas) |
|  |                                                        |

|  | Gallinago imperialis                                                                                          |
|  | |
|  | \| \| Gallinago undulata \| \| \| \| \| \| Coenocorypha – (3 especies existentes y 6 extinguidas) \| \| \| \| |
|  | |
|  | Gallinago undulata                                                                                            |
|  | |
|  | Coenocorypha – (3 especies existentes y 6 extinguidas)                                                        |
|  | |

|  | Gallinago undulata                                     |
|  |                                                        |
|  | Coenocorypha – (3 especies existentes y 6 extinguidas) |
|  |                                                        |

|  | Lymnocryptes            |
|  |                         |
|  | Scolopax – (8 especies) |
|  |                         |

|  | Gallinago imperialis                                                                                          |
|  | |
|  | \| \| Gallinago undulata \| \| \| \| \| \| Coenocorypha – (3 especies existentes y 6 extinguidas) \| \| \| \| |
|  | |
|  | Gallinago undulata                                                                                            |
|  | |
|  | Coenocorypha – (3 especies existentes y 6 extinguidas)                                                        |
|  | |

|  | Gallinago undulata                                     |
|  |                                                        |
|  | Coenocorypha – (3 especies existentes y 6 extinguidas) |
|  |                                                        |

|  | Gallinago imperialis                                                                                          |
|  | |
|  | \| \| Gallinago undulata \| \| \| \| \| \| Coenocorypha – (3 especies existentes y 6 extinguidas) \| \| \| \| |
|  | |
|  | Gallinago undulata                                                                                            |
|  | |
|  | Coenocorypha – (3 especies existentes y 6 extinguidas)                                                        |
|  | |

|  | Gallinago undulata                                     |
|  |                                                        |
|  | Coenocorypha – (3 especies existentes y 6 extinguidas) |
|  |                                                        |

|  | Lymnocryptes            |
|  |                         |
|  | Scolopax – (8 especies) |
|  |                         |

|  | Gallinago imperialis                                                                                          |
|  | |
|  | \| \| Gallinago undulata \| \| \| \| \| \| Coenocorypha – (3 especies existentes y 6 extinguidas) \| \| \| \| |
|  | |
|  | Gallinago undulata                                                                                            |
|  | |
|  | Coenocorypha – (3 especies existentes y 6 extinguidas)                                                        |
|  | |

|  | Gallinago undulata                                     |
|  |                                                        |
|  | Coenocorypha – (3 especies existentes y 6 extinguidas) |
|  |                                                        |

|  | Gallinago imperialis                                                                                          |
|  | |
|  | \| \| Gallinago undulata \| \| \| \| \| \| Coenocorypha – (3 especies existentes y 6 extinguidas) \| \| \| \| |
|  | |
|  | Gallinago undulata                                                                                            |
|  | |
|  | Coenocorypha – (3 especies existentes y 6 extinguidas)                                                        |
|  | |

|  | Gallinago undulata                                     |
|  |                                                        |
|  | Coenocorypha – (3 especies existentes y 6 extinguidas) |
|  |                                                        |

|  | Xenus                  |
|  |                        |
|  | Actitis – (2 especies) |
|  |                        |

|  | Phalaropus – (3 especies) |
|  |                           |
|  | Tringa – (13 especies)    |
|  |                           |

|  | Xenus                  |
|  |                        |
|  | Actitis – (2 especies) |
|  |                        |

|  | Phalaropus – (3 especies) |
|  |                           |
|  | Tringa – (13 especies)    |
|  |                           |

|  | Prosobonia – (1 especie existentes y 3 extinguidas) |
|  |                                                     |
|  | Arenaria – (2 especies)                             |
|  |                                                     |
|  | Calidris – (24 especies)                            |
|  |                                                     |

|  | Xenus                  |
|  |                        |
|  | Actitis – (2 especies) |
|  |                        |

|  | Phalaropus – (3 especies) |
|  |                           |
|  | Tringa – (13 especies)    |
|  |                           |

|  | Xenus                  |
|  |                        |
|  | Actitis – (2 especies) |
|  |                        |

|  | Phalaropus – (3 especies) |
|  |                           |
|  | Tringa – (13 especies)    |
|  |                           |

|  | Prosobonia – (1 especie existentes y 3 extinguidas) |
|  |                                                     |
|  | Arenaria – (2 especies)                             |
|  |                                                     |
|  | Calidris – (24 especies)                            |
|  |                                                     |

|  | Bartramia               |
|  |                         |
|  | Numenius – (9 especies) |
|  |                         |

|  | Lymnocryptes            |
|  |                         |
|  | Scolopax – (8 especies) |
|  |                         |

|  | Gallinago imperialis                                                                                          |
|  | |
|  | \| \| Gallinago undulata \| \| \| \| \| \| Coenocorypha – (3 especies existentes y 6 extinguidas) \| \| \| \| |
|  | |
|  | Gallinago undulata                                                                                            |
|  | |
|  | Coenocorypha – (3 especies existentes y 6 extinguidas)                                                        |
|  | |

|  | Gallinago undulata                                     |
|  |                                                        |
|  | Coenocorypha – (3 especies existentes y 6 extinguidas) |
|  |                                                        |

|  | Gallinago imperialis                                                                                          |
|  | |
|  | \| \| Gallinago undulata \| \| \| \| \| \| Coenocorypha – (3 especies existentes y 6 extinguidas) \| \| \| \| |
|  | |
|  | Gallinago undulata                                                                                            |
|  | |
|  | Coenocorypha – (3 especies existentes y 6 extinguidas)                                                        |
|  | |

|  | Gallinago undulata                                     |
|  |                                                        |
|  | Coenocorypha – (3 especies existentes y 6 extinguidas) |
|  |                                                        |

|  | Lymnocryptes            |
|  |                         |
|  | Scolopax – (8 especies) |
|  |                         |

|  | Gallinago imperialis                                                                                          |
|  | |
|  | \| \| Gallinago undulata \| \| \| \| \| \| Coenocorypha – (3 especies existentes y 6 extinguidas) \| \| \| \| |
|  | |
|  | Gallinago undulata                                                                                            |
|  | |
|  | Coenocorypha – (3 especies existentes y 6 extinguidas)                                                        |
|  | |

|  | Gallinago undulata                                     |
|  |                                                        |
|  | Coenocorypha – (3 especies existentes y 6 extinguidas) |
|  |                                                        |

|  | Gallinago imperialis                                                                                          |
|  | |
|  | \| \| Gallinago undulata \| \| \| \| \| \| Coenocorypha – (3 especies existentes y 6 extinguidas) \| \| \| \| |
|  | |
|  | Gallinago undulata                                                                                            |
|  | |
|  | Coenocorypha – (3 especies existentes y 6 extinguidas)                                                        |
|  | |

|  | Gallinago undulata                                     |
|  |                                                        |
|  | Coenocorypha – (3 especies existentes y 6 extinguidas) |
|  |                                                        |

|  | Lymnocryptes            |
|  |                         |
|  | Scolopax – (8 especies) |
|  |                         |

|  | Gallinago imperialis                                                                                          |
|  | |
|  | \| \| Gallinago undulata \| \| \| \| \| \| Coenocorypha – (3 especies existentes y 6 extinguidas) \| \| \| \| |
|  | |
|  | Gallinago undulata                                                                                            |
|  | |
|  | Coenocorypha – (3 especies existentes y 6 extinguidas)                                                        |
|  | |

|  | Gallinago undulata                                     |
|  |                                                        |
|  | Coenocorypha – (3 especies existentes y 6 extinguidas) |
|  |                                                        |

|  | Gallinago imperialis                                                                                          |
|  | |
|  | \| \| Gallinago undulata \| \| \| \| \| \| Coenocorypha – (3 especies existentes y 6 extinguidas) \| \| \| \| |
|  | |
|  | Gallinago undulata                                                                                            |
|  | |
|  | Coenocorypha – (3 especies existentes y 6 extinguidas)                                                        |
|  | |

|  | Gallinago undulata                                     |
|  |                                                        |
|  | Coenocorypha – (3 especies existentes y 6 extinguidas) |
|  |                                                        |

|  | Lymnocryptes            |
|  |                         |
|  | Scolopax – (8 especies) |
|  |                         |

|  | Gallinago imperialis                                                                                          |
|  | |
|  | \| \| Gallinago undulata \| \| \| \| \| \| Coenocorypha – (3 especies existentes y 6 extinguidas) \| \| \| \| |
|  | |
|  | Gallinago undulata                                                                                            |
|  | |
|  | Coenocorypha – (3 especies existentes y 6 extinguidas)                                                        |
|  | |

|  | Gallinago undulata                                     |
|  |                                                        |
|  | Coenocorypha – (3 especies existentes y 6 extinguidas) |
|  |                                                        |

|  | Gallinago imperialis                                                                                          |
|  | |
|  | \| \| Gallinago undulata \| \| \| \| \| \| Coenocorypha – (3 especies existentes y 6 extinguidas) \| \| \| \| |
|  | |
|  | Gallinago undulata                                                                                            |
|  | |
|  | Coenocorypha – (3 especies existentes y 6 extinguidas)                                                        |
|  | |

|  | Gallinago undulata                                     |
|  |                                                        |
|  | Coenocorypha – (3 especies existentes y 6 extinguidas) |
|  |                                                        |

|  | Xenus                  |
|  |                        |
|  | Actitis – (2 especies) |
|  |                        |

|  | Phalaropus – (3 especies) |
|  |                           |
|  | Tringa – (13 especies)    |
|  |                           |

|  | Xenus                  |
|  |                        |
|  | Actitis – (2 especies) |
|  |                        |

|  | Phalaropus – (3 especies) |
|  |                           |
|  | Tringa – (13 especies)    |
|  |                           |

|  | Prosobonia – (1 especie existentes y 3 extinguidas) |
|  |                                                     |
|  | Arenaria – (2 especies)                             |
|  |                                                     |
|  | Calidris – (24 especies)                            |
|  |                                                     |

|  | Xenus                  |
|  |                        |
|  | Actitis – (2 especies) |
|  |                        |

|  | Phalaropus – (3 especies) |
|  |                           |
|  | Tringa – (13 especies)    |
|  |                           |

|  | Xenus                  |
|  |                        |
|  | Actitis – (2 especies) |
|  |                        |

|  | Phalaropus – (3 especies) |
|  |                           |
|  | Tringa – (13 especies)    |
|  |                           |

|  | Prosobonia – (1 especie existentes y 3 extinguidas) |
|  |                                                     |
|  | Arenaria – (2 especies)                             |
|  |                                                     |
|  | Calidris – (24 especies)                            |
|  |                                                     |

|  | Lymnocryptes            |
|  |                         |
|  | Scolopax – (8 especies) |
|  |                         |

|  | Gallinago imperialis                                                                                          |
|  | |
|  | \| \| Gallinago undulata \| \| \| \| \| \| Coenocorypha – (3 especies existentes y 6 extinguidas) \| \| \| \| |
|  | |
|  | Gallinago undulata                                                                                            |
|  | |
|  | Coenocorypha – (3 especies existentes y 6 extinguidas)                                                        |
|  | |

|  | Gallinago undulata                                     |
|  |                                                        |
|  | Coenocorypha – (3 especies existentes y 6 extinguidas) |
|  |                                                        |

|  | Gallinago imperialis                                                                                          |
|  | |
|  | \| \| Gallinago undulata \| \| \| \| \| \| Coenocorypha – (3 especies existentes y 6 extinguidas) \| \| \| \| |
|  | |
|  | Gallinago undulata                                                                                            |
|  | |
|  | Coenocorypha – (3 especies existentes y 6 extinguidas)                                                        |
|  | |

|  | Gallinago undulata                                     |
|  |                                                        |
|  | Coenocorypha – (3 especies existentes y 6 extinguidas) |
|  |                                                        |

|  | Lymnocryptes            |
|  |                         |
|  | Scolopax – (8 especies) |
|  |                         |

|  | Gallinago imperialis                                                                                          |
|  | |
|  | \| \| Gallinago undulata \| \| \| \| \| \| Coenocorypha – (3 especies existentes y 6 extinguidas) \| \| \| \| |
|  | |
|  | Gallinago undulata                                                                                            |
|  | |
|  | Coenocorypha – (3 especies existentes y 6 extinguidas)                                                        |
|  | |

|  | Gallinago undulata                                     |
|  |                                                        |
|  | Coenocorypha – (3 especies existentes y 6 extinguidas) |
|  |                                                        |

|  | Gallinago imperialis                                                                                          |
|  | |
|  | \| \| Gallinago undulata \| \| \| \| \| \| Coenocorypha – (3 especies existentes y 6 extinguidas) \| \| \| \| |
|  | |
|  | Gallinago undulata                                                                                            |
|  | |
|  | Coenocorypha – (3 especies existentes y 6 extinguidas)                                                        |
|  | |

|  | Gallinago undulata                                     |
|  |                                                        |
|  | Coenocorypha – (3 especies existentes y 6 extinguidas) |
|  |                                                        |

|  | Lymnocryptes            |
|  |                         |
|  | Scolopax – (8 especies) |
|  |                         |

|  | Gallinago imperialis                                                                                          |
|  | |
|  | \| \| Gallinago undulata \| \| \| \| \| \| Coenocorypha – (3 especies existentes y 6 extinguidas) \| \| \| \| |
|  | |
|  | Gallinago undulata                                                                                            |
|  | |
|  | Coenocorypha – (3 especies existentes y 6 extinguidas)                                                        |
|  | |

|  | Gallinago undulata                                     |
|  |                                                        |
|  | Coenocorypha – (3 especies existentes y 6 extinguidas) |
|  |                                                        |

|  | Gallinago imperialis                                                                                          |
|  | |
|  | \| \| Gallinago undulata \| \| \| \| \| \| Coenocorypha – (3 especies existentes y 6 extinguidas) \| \| \| \| |
|  | |
|  | Gallinago undulata                                                                                            |
|  | |
|  | Coenocorypha – (3 especies existentes y 6 extinguidas)                                                        |
|  | |

|  | Gallinago undulata                                     |
|  |                                                        |
|  | Coenocorypha – (3 especies existentes y 6 extinguidas) |
|  |                                                        |

|  | Lymnocryptes            |
|  |                         |
|  | Scolopax – (8 especies) |
|  |                         |

|  | Gallinago imperialis                                                                                          |
|  | |
|  | \| \| Gallinago undulata \| \| \| \| \| \| Coenocorypha – (3 especies existentes y 6 extinguidas) \| \| \| \| |
|  | |
|  | Gallinago undulata                                                                                            |
|  | |
|  | Coenocorypha – (3 especies existentes y 6 extinguidas)                                                        |
|  | |

|  | Gallinago undulata                                     |
|  |                                                        |
|  | Coenocorypha – (3 especies existentes y 6 extinguidas) |
|  |                                                        |

|  | Gallinago imperialis                                                                                          |
|  | |
|  | \| \| Gallinago undulata \| \| \| \| \| \| Coenocorypha – (3 especies existentes y 6 extinguidas) \| \| \| \| |
|  | |
|  | Gallinago undulata                                                                                            |
|  | |
|  | Coenocorypha – (3 especies existentes y 6 extinguidas)                                                        |
|  | |

|  | Gallinago undulata                                     |
|  |                                                        |
|  | Coenocorypha – (3 especies existentes y 6 extinguidas) |
|  |                                                        |

|  | Xenus                  |
|  |                        |
|  | Actitis – (2 especies) |
|  |                        |

|  | Phalaropus – (3 especies) |
|  |                           |
|  | Tringa – (13 especies)    |
|  |                           |

|  | Xenus                  |
|  |                        |
|  | Actitis – (2 especies) |
|  |                        |

|  | Phalaropus – (3 especies) |
|  |                           |
|  | Tringa – (13 especies)    |
|  |                           |

|  | Prosobonia – (1 especie existentes y 3 extinguidas) |
|  |                                                     |
|  | Arenaria – (2 especies)                             |
|  |                                                     |
|  | Calidris – (24 especies)                            |
|  |                                                     |

|  | Xenus                  |
|  |                        |
|  | Actitis – (2 especies) |
|  |                        |

|  | Phalaropus – (3 especies) |
|  |                           |
|  | Tringa – (13 especies)    |
|  |                           |

|  | Xenus                  |
|  |                        |
|  | Actitis – (2 especies) |
|  |                        |

|  | Phalaropus – (3 especies) |
|  |                           |
|  | Tringa – (13 especies)    |
|  |                           |

|  | Prosobonia – (1 especie existentes y 3 extinguidas) |
|  |                                                     |
|  | Arenaria – (2 especies)                             |
|  |                                                     |
|  | Calidris – (24 especies)                            |
|  |                                                     |

|  | Lymnocryptes            |
|  |                         |
|  | Scolopax – (8 especies) |
|  |                         |

|  | Gallinago imperialis                                                                                          |
|  | |
|  | \| \| Gallinago undulata \| \| \| \| \| \| Coenocorypha – (3 especies existentes y 6 extinguidas) \| \| \| \| |
|  | |
|  | Gallinago undulata                                                                                            |
|  | |
|  | Coenocorypha – (3 especies existentes y 6 extinguidas)                                                        |
|  | |

|  | Gallinago undulata                                     |
|  |                                                        |
|  | Coenocorypha – (3 especies existentes y 6 extinguidas) |
|  |                                                        |

|  | Gallinago imperialis                                                                                          |
|  | |
|  | \| \| Gallinago undulata \| \| \| \| \| \| Coenocorypha – (3 especies existentes y 6 extinguidas) \| \| \| \| |
|  | |
|  | Gallinago undulata                                                                                            |
|  | |
|  | Coenocorypha – (3 especies existentes y 6 extinguidas)                                                        |
|  | |

|  | Gallinago undulata                                     |
|  |                                                        |
|  | Coenocorypha – (3 especies existentes y 6 extinguidas) |
|  |                                                        |

|  | Lymnocryptes            |
|  |                         |
|  | Scolopax – (8 especies) |
|  |                         |

|  | Gallinago imperialis                                                                                          |
|  | |
|  | \| \| Gallinago undulata \| \| \| \| \| \| Coenocorypha – (3 especies existentes y 6 extinguidas) \| \| \| \| |
|  | |
|  | Gallinago undulata                                                                                            |
|  | |
|  | Coenocorypha – (3 especies existentes y 6 extinguidas)                                                        |
|  | |

|  | Gallinago undulata                                     |
|  |                                                        |
|  | Coenocorypha – (3 especies existentes y 6 extinguidas) |
|  |                                                        |

|  | Gallinago imperialis                                                                                          |
|  | |
|  | \| \| Gallinago undulata \| \| \| \| \| \| Coenocorypha – (3 especies existentes y 6 extinguidas) \| \| \| \| |
|  | |
|  | Gallinago undulata                                                                                            |
|  | |
|  | Coenocorypha – (3 especies existentes y 6 extinguidas)                                                        |
|  | |

|  | Gallinago undulata                                     |
|  |                                                        |
|  | Coenocorypha – (3 especies existentes y 6 extinguidas) |
|  |                                                        |

|  | Lymnocryptes            |
|  |                         |
|  | Scolopax – (8 especies) |
|  |                         |

|  | Gallinago imperialis                                                                                          |
|  | |
|  | \| \| Gallinago undulata \| \| \| \| \| \| Coenocorypha – (3 especies existentes y 6 extinguidas) \| \| \| \| |
|  | |
|  | Gallinago undulata                                                                                            |
|  | |
|  | Coenocorypha – (3 especies existentes y 6 extinguidas)                                                        |
|  | |

|  | Gallinago undulata                                     |
|  |                                                        |
|  | Coenocorypha – (3 especies existentes y 6 extinguidas) |
|  |                                                        |

|  | Gallinago imperialis                                                                                          |
|  | |
|  | \| \| Gallinago undulata \| \| \| \| \| \| Coenocorypha – (3 especies existentes y 6 extinguidas) \| \| \| \| |
|  | |
|  | Gallinago undulata                                                                                            |
|  | |
|  | Coenocorypha – (3 especies existentes y 6 extinguidas)                                                        |
|  | |

|  | Gallinago undulata                                     |
|  |                                                        |
|  | Coenocorypha – (3 especies existentes y 6 extinguidas) |
|  |                                                        |

|  | Lymnocryptes            |
|  |                         |
|  | Scolopax – (8 especies) |
|  |                         |

|  | Gallinago imperialis                                                                                          |
|  | |
|  | \| \| Gallinago undulata \| \| \| \| \| \| Coenocorypha – (3 especies existentes y 6 extinguidas) \| \| \| \| |
|  | |
|  | Gallinago undulata                                                                                            |
|  | |
|  | Coenocorypha – (3 especies existentes y 6 extinguidas)                                                        |
|  | |

|  | Gallinago undulata                                     |
|  |                                                        |
|  | Coenocorypha – (3 especies existentes y 6 extinguidas) |
|  |                                                        |

|  | Gallinago imperialis                                                                                          |
|  | |
|  | \| \| Gallinago undulata \| \| \| \| \| \| Coenocorypha – (3 especies existentes y 6 extinguidas) \| \| \| \| |
|  | |
|  | Gallinago undulata                                                                                            |
|  | |
|  | Coenocorypha – (3 especies existentes y 6 extinguidas)                                                        |
|  | |

|  | Gallinago undulata                                     |
|  |                                                        |
|  | Coenocorypha – (3 especies existentes y 6 extinguidas) |
|  |                                                        |

|  | Xenus                  |
|  |                        |
|  | Actitis – (2 especies) |
|  |                        |

|  | Phalaropus – (3 especies) |
|  |                           |
|  | Tringa – (13 especies)    |
|  |                           |

|  | Xenus                  |
|  |                        |
|  | Actitis – (2 especies) |
|  |                        |

|  | Phalaropus – (3 especies) |
|  |                           |
|  | Tringa – (13 especies)    |
|  |                           |

|  | Prosobonia – (1 especie existentes y 3 extinguidas) |
|  |                                                     |
|  | Arenaria – (2 especies)                             |
|  |                                                     |
|  | Calidris – (24 especies)                            |
|  |                                                     |

|  | Xenus                  |
|  |                        |
|  | Actitis – (2 especies) |
|  |                        |

|  | Phalaropus – (3 especies) |
|  |                           |
|  | Tringa – (13 especies)    |
|  |                           |

|  | Xenus                  |
|  |                        |
|  | Actitis – (2 especies) |
|  |                        |

|  | Phalaropus – (3 especies) |
|  |                           |
|  | Tringa – (13 especies)    |
|  |                           |

|  | Prosobonia – (1 especie existentes y 3 extinguidas) |
|  |                                                     |
|  | Arenaria – (2 especies)                             |
|  |                                                     |
|  | Calidris – (24 especies)                            |
|  |                                                     |

|  | Lymnocryptes            |
|  |                         |
|  | Scolopax – (8 especies) |
|  |                         |

|  | Gallinago imperialis                                                                                          |
|  | |
|  | \| \| Gallinago undulata \| \| \| \| \| \| Coenocorypha – (3 especies existentes y 6 extinguidas) \| \| \| \| |
|  | |
|  | Gallinago undulata                                                                                            |
|  | |
|  | Coenocorypha – (3 especies existentes y 6 extinguidas)                                                        |
|  | |

|  | Gallinago undulata                                     |
|  |                                                        |
|  | Coenocorypha – (3 especies existentes y 6 extinguidas) |
|  |                                                        |

|  | Gallinago imperialis                                                                                          |
|  | |
|  | \| \| Gallinago undulata \| \| \| \| \| \| Coenocorypha – (3 especies existentes y 6 extinguidas) \| \| \| \| |
|  | |
|  | Gallinago undulata                                                                                            |
|  | |
|  | Coenocorypha – (3 especies existentes y 6 extinguidas)                                                        |
|  | |

|  | Gallinago undulata                                     |
|  |                                                        |
|  | Coenocorypha – (3 especies existentes y 6 extinguidas) |
|  |                                                        |

|  | Lymnocryptes            |
|  |                         |
|  | Scolopax – (8 especies) |
|  |                         |

|  | Gallinago imperialis                                                                                          |
|  | |
|  | \| \| Gallinago undulata \| \| \| \| \| \| Coenocorypha – (3 especies existentes y 6 extinguidas) \| \| \| \| |
|  | |
|  | Gallinago undulata                                                                                            |
|  | |
|  | Coenocorypha – (3 especies existentes y 6 extinguidas)                                                        |
|  | |

|  | Gallinago undulata                                     |
|  |                                                        |
|  | Coenocorypha – (3 especies existentes y 6 extinguidas) |
|  |                                                        |

|  | Gallinago imperialis                                                                                          |
|  | |
|  | \| \| Gallinago undulata \| \| \| \| \| \| Coenocorypha – (3 especies existentes y 6 extinguidas) \| \| \| \| |
|  | |
|  | Gallinago undulata                                                                                            |
|  | |
|  | Coenocorypha – (3 especies existentes y 6 extinguidas)                                                        |
|  | |

|  | Gallinago undulata                                     |
|  |                                                        |
|  | Coenocorypha – (3 especies existentes y 6 extinguidas) |
|  |                                                        |

|  | Lymnocryptes            |
|  |                         |
|  | Scolopax – (8 especies) |
|  |                         |

|  | Gallinago imperialis                                                                                          |
|  | |
|  | \| \| Gallinago undulata \| \| \| \| \| \| Coenocorypha – (3 especies existentes y 6 extinguidas) \| \| \| \| |
|  | |
|  | Gallinago undulata                                                                                            |
|  | |
|  | Coenocorypha – (3 especies existentes y 6 extinguidas)                                                        |
|  | |

|  | Gallinago undulata                                     |
|  |                                                        |
|  | Coenocorypha – (3 especies existentes y 6 extinguidas) |
|  |                                                        |

|  | Gallinago imperialis                                                                                          |
|  | |
|  | \| \| Gallinago undulata \| \| \| \| \| \| Coenocorypha – (3 especies existentes y 6 extinguidas) \| \| \| \| |
|  | |
|  | Gallinago undulata                                                                                            |
|  | |
|  | Coenocorypha – (3 especies existentes y 6 extinguidas)                                                        |
|  | |

|  | Gallinago undulata                                     |
|  |                                                        |
|  | Coenocorypha – (3 especies existentes y 6 extinguidas) |
|  |                                                        |

|  | Lymnocryptes            |
|  |                         |
|  | Scolopax – (8 especies) |
|  |                         |

|  | Gallinago imperialis                                                                                          |
|  | |
|  | \| \| Gallinago undulata \| \| \| \| \| \| Coenocorypha – (3 especies existentes y 6 extinguidas) \| \| \| \| |
|  | |
|  | Gallinago undulata                                                                                            |
|  | |
|  | Coenocorypha – (3 especies existentes y 6 extinguidas)                                                        |
|  | |

|  | Gallinago undulata                                     |
|  |                                                        |
|  | Coenocorypha – (3 especies existentes y 6 extinguidas) |
|  |                                                        |

|  | Gallinago imperialis                                                                                          |
|  | |
|  | \| \| Gallinago undulata \| \| \| \| \| \| Coenocorypha – (3 especies existentes y 6 extinguidas) \| \| \| \| |
|  | |
|  | Gallinago undulata                                                                                            |
|  | |
|  | Coenocorypha – (3 especies existentes y 6 extinguidas)                                                        |
|  | |

|  | Gallinago undulata                                     |
|  |                                                        |
|  | Coenocorypha – (3 especies existentes y 6 extinguidas) |
|  |                                                        |

|  | Xenus                  |
|  |                        |
|  | Actitis – (2 especies) |
|  |                        |

|  | Phalaropus – (3 especies) |
|  |                           |
|  | Tringa – (13 especies)    |
|  |                           |

|  | Xenus                  |
|  |                        |
|  | Actitis – (2 especies) |
|  |                        |

|  | Phalaropus – (3 especies) |
|  |                           |
|  | Tringa – (13 especies)    |
|  |                           |

|  | Prosobonia – (1 especie existentes y 3 extinguidas) |
|  |                                                     |
|  | Arenaria – (2 especies)                             |
|  |                                                     |
|  | Calidris – (24 especies)                            |
|  |                                                     |

|  | Xenus                  |
|  |                        |
|  | Actitis – (2 especies) |
|  |                        |

|  | Phalaropus – (3 especies) |
|  |                           |
|  | Tringa – (13 especies)    |
|  |                           |

|  | Xenus                  |
|  |                        |
|  | Actitis – (2 especies) |
|  |                        |

|  | Phalaropus – (3 especies) |
|  |                           |
|  | Tringa – (13 especies)    |
|  |                           |

|  | Prosobonia – (1 especie existentes y 3 extinguidas) |
|  |                                                     |
|  | Arenaria – (2 especies)                             |
|  |                                                     |
|  | Calidris – (24 especies)                            |
|  |                                                     |

## Lista de especies
- Bartramia Lesson, RP, 1831 (1 especie);
  - Bartramia longicauda;
- Numenius Brisson, 1760 (9 especies);
  - Numenius tahitiensis (Gmelin, JF, 1789);
  - Numenius phaeopus (Linnaeus, 1758);
  - Numenius hudsonicus Latham, 1790;
  - Numenius minutus Gould, 1841;
  - Numenius borealis (Forster, JR, 1772);
  - Numenius americanus Bechstein, 1812;
  - Numenius madagascariensis (Linnaeus, 1766);
  - Numenius tenuirostris Vieillot, 1817;
  - Numenius arquata (Linnaeus, 1758);
- Limosa Brisson, 1760 (4 especies);
  - Limosa lapponica (Linnaeus, 1758);
  - Limosa limosa (Linnaeus, 1758);
  - Limosa haemastica (Linnaeus, 1758);
  - Limosa fedoa (Linnaeus, 1758);
- Limnodromus Wied-Neuwied, M, 1833 (3 especies);
  - Limnodromus semipalmatus (Blyth, 1848);
  - Limnodromus scolopaceus (Say, 1822);
  - Limnodromus griseus (Gmelin, JF, 1789);
- Lymnocryptes Boie, F, 1826 (1 especie);
  - Lymnocryptes minimus (Brünnich, 1764);
- Scolopax Linnaeus, 1758 (8 especies);
  - Scolopax minor Gmelin, JF, 1789;
  - Scolopax rusticola Linnaeus, 1758;
  - Scolopax mira Hartert, EJO, 1916;
  - Scolopax bukidnonensis Kennedy et al., 2001[9];
  - Scolopax saturata Horsfield, 1821;
  - Scolopax rosenbergii Schlegel, 1871;
  - Scolopax celebensis Riley, 1921;
  - Scolopax rochussenii Schlegel, 1866;
- Coenocorypha Gray, GR, 1855 (5 especies de las cuales 2 extinguidas);
  - Coenocorypha barrierensis Oliver, 1955;
  - Coenocorypha iredalei Rothschild, 1921;
  - Coenocorypha pusilla (Buller, 1869);
  - Coenocorypha huegeli (Tristram, 1893);
  - Coenocorypha aucklandica (Gray, GR, 1845);
- Gallinago Brisson, 1760 (18 especies);
  - Gallinago imperialis Sclater, PL & Salvin, 1869;
  - Gallinago jamesoni (Jardine & Bonaparte, 1855);
  - Gallinago stricklandii (Gray, GR, 1845);
  - Gallinago solitaria Hodgson, 1831;
  - Gallinago nemoricola Hodgson, 1836;
  - Gallinago media (Latham, 1787);
  - Gallinago megala Swinhoe, 1861;
  - Gallinago stenura (Bonaparte, 1831);
  - Gallinago hardwickii (Gray, JE, 1831);
  - Gallinago nigripennis Bonaparte, 1839;
  - Gallinago gallinago (Linnaeus, 1758);
  - Gallinago delicata (Ord, 1825);
  - Gallinago undulata (Boddaert, 1783);
  - Gallinago nobilis Sclater, PL, 1856;
  - Gallinago andina Taczanowski, 1875;
  - Gallinago macrodactyla Bonaparte, 1839;
  - Gallinago paraguaiae (Vieillot, 1816);
  - Gallinago magellanica (King, PP, 1828);
- Phalaropus Brisson, 1760 (3 especies);
  - Phalaropus tricolor  (Vieillot, 1819);
  - Phalaropus fulicarius (Linnaeus, 1758);
  - Phalaropus lobatus (Linnaeus, 1758);
- Xenus Kaup, 1829 (1 especie) ;
  - Xenus cinereus (Güldenstädt, 1775);
- Actitis Illiger, 1811 (2 especies);
  - Actitis hypoleucos (Linnaeus, 1758);
  - Actitis macularius (Linnaeus, 1766);
- Tringa Linnaeus, 1758 (13 especies);
  - Tringa ochropus Linnaeus, 1758;
  - Tringa solitaria Wilson, A, 1813;
  - Tringa brevipes (Vieillot, 1816);
  - Tringa incana (Gmelin, JF, 1789);
  - Tringa stagnatilis (Bechstein, 1803);
  - Tringa glareola Linnaeus, 1758;
  - Tringa totanus (Linnaeus, 1758);
  - Tringa flavipes (Gmelin, JF, 1789);
  - Tringa guttifer (Nordmann, 1835);
  - Tringa semipalmata (Gmelin, JF, 1789);
  - Tringa erythropus (Pallas, 1764);
  - Tringa nebularia (Gunnerus, 1767);
  - Tringa melanoleuca (Gmelin, JF, 1789);
- Prosobonia Bonaparte, 1850 (4 especies de las cuales 3 extinguidas);
  - (extinguida) Prosobonia cancellata (Gmelin, JF, 1789);
  - (extinguida) Prosobonia leucoptera (Gmelin, JF, 1789);
  - (extinguida) Prosobonia ellisi Sharpe, 1906;
  - Prosobonia parvirostris (Peale, 1849);
- Arenaria Brisson, 1760 (2 especies);
  - Arenaria interpres (Linnaeus, 1758);
  - Arenaria melanocephala (Vigors, 1829);
- Calidris Merrem, 1804 (24 especies);
  - Calidris tenuirostris (Horsfield, 1821);
  - Calidris canutus (Linnaeus, 1758);
  - Calidris virgata (Gmelin, JF, 1789);
  - Calidris pugnax (Linnaeus, 1758);
  - Calidris falcinellus (Pontoppidan, 1763);
  - Calidris acuminata (Horsfield, 1821);
  - Calidris himantopus (Bonaparte, 1826);
  - Calidris ferruginea (Pontoppidan, 1763);
  - Calidris temminckii (Leisler, 1812);
  - Calidris subminuta (Middendorff, 1853);
  - Calidris ruficollis (Vieillot, 1819);
  - Calidris pygmea (Linnaeus, 1758);
  - Calidris subruficollis (Vieillot, 1819);
  - Calidris alba (Pallas, 1764);
  - Calidris alpina (Linnaeus, 1758);
  - Calidris maritima (Brünnich, 1764);
  - Calidris ptilocnemis (Coues, 1873);
  - Calidris bairdii (Coues, 1861);
  - Calidris minuta (Leisler, 1812);
  - Calidris minutilla (Vieillot, 1819);
  - Calidris fuscicollis (Vieillot, 1819);
  - Calidris melanotos (Vieillot, 1819);
  - Calidris mauri (Cabanis, 1857);
  - Calidris pusilla (Linnaeus, 1766).

## Nota
1. ↑  Un distal tarsometatarsus derecho de un ave similar a un andarríos pectoral. Probablemente calidridos o basales a ellos, similar a los Arenarias.[5]